# (30875) 1992 EX25
(30875) 1992 EX25 est un astéroïde de la ceinture principale d'astéroïdes découvert en 1992.

## Description
(30875) 1992 EX25 a été découvert le 8 mars 1992 à l'observatoire de La Silla, au Chili, par le programme Uppsala-ESO Survey of Asteroids and Comets (UESAC) .

### Caractéristiques orbitales
L'orbite de cet astéroïde est caractérisée par un demi-grand axe de 3,16 ua, un périhélie de 2,82 ua, une excentricité de 0,11 et une inclinaison de 2,41° par rapport à l'écliptique. Du fait de ces caractéristiques, à savoir un demi-grand axe compris entre 2 et 3,2 ua et un périhélie supérieur à 1,666 ua, il est classé, selon la JPL Small-Body Database, comme objet de la ceinture principale d'astéroïdes.

### Caractéristiques physiques
(30875) 1992 EX25 a une magnitude absolue (H) de 13,8 et un albédo estimé à 0,483.